# Hermann Windesheim
Hermann Windesheim (* 5. März 1838 in Hovestadt; † 4. April 1905 in Nizza) war ein deutscher Fabrikant und Kommerzienrat.

## Leben
1887 kaufte der Getreidegroßhändler Hermann Windesheim aus Erfurt zusammen mit seinem Bruder Sally die Malzfabrik in Arnstadt von der Witwe des Finanzrats Heinrich Adolf Mendius. Sein Bruder Max (Marcus) Windesheim war ebenfalls Getreidegroßhändler, aber lebte und arbeitete in Halle a. d. Saale, wo er als Prokurist der Firma H. Windesheim und Co. tätig war. Nach Sallys Tod im Jahr 1890 führte Hermann das Geschäft allein fort und erweiterte sein Unternehmensportfolio 1891 um ein Essener Walzwerk. Im Jahr 1898 übergab Hermann die Leitung der Firma an seine Söhne Hugo und Max Windesheim, welche das Unternehmen zu neuer Blüte führten und die Arnstädter Malzfabrik zur größten Kastenmälzerei Europas entwickelten. Im Jahr 1904 zog sich Hermann in seine Villa nahe Nizza zurück, wo er 1905 verstarb.